# سفيتي نيكولا
سفيتي نيكولا (بالمقدونية: Свети Николе) مدينة في مقدونيا الشمالية. يبلغ عدد سكان المدينة 15 ألف و 320 نسمة.